# 克興額
克興額（穆麟德轉寫：kesingge，1889年—1950年），汉名包存智，字明远，蒙古族，哲里木盟科尔沁左翼前旗人。中华民国大陆时期内蒙古文化及政治界人物。

## 生平
克興額自奉天（今沈阳）蒙文高等学堂肄业。通晓蒙文、汉文、满文、藏文。中华民国初年，克興額在本旗创办了公立蒙汉两等小学堂。克興額曾任北京政府众议院议员。1926年，克興額在沈阳创办了东蒙书局，出版蒙文文史类书籍，并大量搜集蒙文、满文、藏文旧书和蒙古民间文学作品。1929年，克興額和郭道甫等人创立了蒙古文化促进会，克興額任秘书并主持该会日常会务，还兼任东北蒙旗师范学校教师。日本统治时期，克興額在长春进行蒙文教科书的编审工作，后来来到王爷庙（今乌兰浩特）主持创办蒙文编译馆。1947年内蒙古自治政府成立后，克興額应邀出任教育部参事。
1950年，克興額在乌兰浩特逝世。

## 著作
- 《四十年日记》
- 《柏园随笔》[1]